# Венелин Енчев
Венелин Георгиев Енчев е български учен – химик, професор.

## Биография
Роден е през 1954 г. в Русе. Завършва Химическия факултет на Софийския държавен университет през 1979 г. със специалност химик-органик. Кандидат на химическите науки (доктор) от 1985 г. и доктор на науките с дисертация на тема „Тавтометрия и фототавтометрия при органични молекули“ от 2006 г. Професор е от 2011 г. Работи в Института по обща и неорганична химия при БАН.
Автор е на 99 научни статии, публикувани предимно в международни списания, 1 патент в областта на химията и на над 20 научнопопулярни статии. Участвал е в над 60 различни научни форума. Водил е различни лекционни курсове в Пловдивския университет „Паисий Хилендарски“, Русенския университет „Ангел Кънчев“ – филиал Разград и Шуменския университет „Еп. Константин Преславски“, както и курс за докторанти в БАН. Има 3 защитили докторанти и 10 дипломанти.
Бил е председател на Изпълнителния съвет на Фонд „Научни изследвания“ (2014 – 2015 г.), бивш член на Националния съвет за наука и иновации (2014 г.) и бивш член на Подкомитета „Научни изследвания и технологично развитие“ към Оперативна програма „Наука и образование за интелигентен растеж 2014 – 2020 г.“ (2015 г.).
Член е на редакционния съвет (от 2006 г.) и на редакционната колегия (от 2008 г.) на списание „Наука“ (понастоящем и.д. главен редактор), и на вестник „Homo Sciens“ (2010 – 2015 г.) – издания на СУБ. Бил е член на редакционния борд на International Journal of Chemistry.
Член е на Съюза на учените в България (СУБ) от 1988 г., дългогодишен секретар на секция „Химия и фармация“ към СУБ (от 1999 г.), зам.-председател на Управителния съвет на СУБ от май 2015 г. Избран е за Председател на Управителния съвет на СУБ на 10 декември 2015 г. Освободен от този пост на 14 декември 2016 г. През октомври 2016 г. е освободен и като Управител на „НаукаИнвест“ ЕООД (фирмата е с едноличен собственик СУБ).
Отличен е с Юбилейна грамота за активно и ползотворно участие в дейността на СУБ – 2014 г. и с Грамота в Конкурс за високи научни постижения СУБ – 2009.
Негови биографични данни са включени в 27-о (2010 г.) издание на Who’s Who in the World.